# Boulogne-Billancourt
Boulogne-Billancourt je grad u pokrajini Île-de-France. Prema popisu iz 2006. ima 112.043 stanovnika. Udaljen je 8,2 km od centra Pariza. Dio je departmana Hauts-de-Seine i galavni grad okruga Boulogne-Billancourt. Jedan je od najgušće naseljenih gradova u Europi (18.159 st/km²). Dio je Senskog srednjeg poslovnog distrikta.

## Obrazovanje
- École supérieure des sciences commerciales d'Angers